# August Völcker
August Friedrich David Völcker (* 17. Dezember 1800 in Lich; † 19. Juli 1883 in Gießen) war Jurist und Politiker im Großherzogtum Hessen.

## Herkunft
Völcker war der Sohn des Rektors und Pfarrers Johann Heinrich Völcker und dessen Ehefrau Ernestine, geborene Zahlz. Sein älterer Bruder war der Lehrer Karl Heinrich Wilhelm Völcker. Völcker war evangelisch und heiratete 1828 Theodore Schulz (* um 1808/09 in Königsberg; † 23. März 1889 in Gießen), die Tochter des Amtmanns Ludwig Schulz.

## Beruf
Völcker studierte Rechtswissenschaften, wurde Assessor am Landgericht Biedenkopf und 1826 – nun mit Stimme – am Landgericht Gladenbach. 1830 erhielt er die Stelle als zweiter Richter am Kriminalgericht Gießen und 1836 wurde er Richter am Landgericht Lich. 1840 wechselte er in gleicher Funktion zum neu errichteten Landgericht Butzbach, dessen erster Richter er wurde. 1844 wurde er Mitglied des Hofgerichts Gießen. Ab 1848 war er zugleich Mitglied der Kommission zur Revision des Forst- und Feldstrafwesens und noch im gleichen Jahr Staatsanwalt beim Kriminalsenat des Hofgerichts Gießen. 1849 wurde er erneut Rat am Hofgericht Gießen und 1873 dessen Direktor, womit er zugleich dessen Präsidenten vertrat. 1877 ging er auf eigenen Wunsch in den Ruhestand.

## Politik
1850 war er Mitglied im Volkshaus des Erfurter Unionsparlaments, trat jedoch bald zurück. Als Nachfolger wurde Carl von Buseck gewählt.

## Auszeichnungen
- Großherzoglich hessischer Philippsorden, Ritterkreuz 1. Klasse (25. August 1864)
- Geheimrat (24. Juni 1874)[8]
- Ehrenpromotion zum Dr. jur. h. c. der Universität Gießen und
- Großherzoglich hessischer Philippsorden, Komturkreuz 2. Klasse, beides zum 17. Januar 1875 aus Anlass seines 50-jährigen Dienstjubiläums[9]
- Großherzoglich hessischer Ludwigsorden, Kommandeurskreuz 2. Klasse (5. Februar 1877, anlässlich der Pensionierung)